# Giro d’Italia 2025
Giro d’Italia 2025 var den 108:e upplagan av det italienska etapploppet Giro d’Italia. Cykelloppets 21 etapper kördes mellan den 9 maj och 1 juni 2025 med start i Durrës i Albanien och målgång i Rom i Italien. Loppet var en del av UCI World Tour 2025 och vanns av brittiske Simon Yates från cykelstallet Team Visma–Lease a Bike.

## Deltagande lag
| WorldTeams (18)- Alpecin-Deceuninck - Arkéa-B&B Hotels - Bahrain-Victorious - Cofidis - Decathlon AG2R La Mondiale Team - EF Education-EasyPost - Groupama-FDJ - Ineos Grenadiers - Intermarché-Wanty - Team Jayco AlUla - Lidl-Trek - Movistar Team - Red Bull-BORA-hansgrohe - Soudal Quick-Step - Team Picnic-PostNL - UAE Team Emirates XRG - Team Visma \| Lease a Bike - XDS Astana Team ProTeams (5)- Israel-Premier Tech - Q36.5 Pro Cycling Team - Team Polti VisitMalta - Tudor Pro Cycling Team - VF Group-Bardiani CSF-Faizanè |
| |

## Etapper
| Etapp | Datum  | Start – mål                         | type        | Distans (km) | Höjdskillnad (m) | Etappvinnare      | Totalledare    |
| ----- | ------ | ----------------------------------- | ----------- | ------------ | ---------------- | ----------------- | -------------- |
| 1     | 9 maj  | Durrës – Tirana                     |             | 160          | 1 800 m          | Mads Pedersen     | Mads Pedersen  |
| 2     | 10 maj | Tirana – Tirana                     | Tempoetapp  | 13,7         | 150 m            | Josh Tarling      | Primož Roglič  |
| 3     | 11 maj | Vlora – Vlora                       |             | 160          | 2 800 m          | Mads Pedersen     | Mads Pedersen  |
|       | 12 maj | Vilodag                             | Vilodag     |              |                  |                   |                |
| 4     | 13 maj | Alberobello – Lecce                 | Flack etapp | 189          | 800 m            | Casper van Uden   | Mads Pedersen  |
| 5     | 14 maj | Ceglie Messapica – Matera           |             | 151          | 1 550 m          | Mads Pedersen     | Mads Pedersen  |
| 6     | 15 maj | Potenza – Neapel                    |             | 227          | 2 600 m          | Kaden Groves      | Mads Pedersen  |
| 7     | 16 maj | Castel di Sangro – Tagliacozzo      | Bergsetapp  | 168          | 3 500 m          | Juan Ayuso        | Primož Roglič  |
| 8     | 17 maj | Giulianova – Castelraimondo         | Kuperat     | 197          | 3 800 m          | Luke Plapp        | Diego Ulissi   |
| 9     | 18 maj | Gubbio – Siena                      |             | 181          | 2 500 m          | Wout van Aert     | Isaac del Toro |
|       | 19 maj | Vilodag                             | Vilodag     |              |                  |                   |                |
| 10    | 20 maj | Lucca – Pisa                        | Tempoetapp  | 28,6         | 150 m            | Daan Hoole        | Isaac del Toro |
| 11    | 21 maj | Viareggio – Castelnovo ne' Monti    | Kuperat     | 186          | 3 850 m          | Richard Carapaz   | Isaac del Toro |
| 12    | 22 maj | Modena – Viadana                    |             | 172          | 1 700 m          | Olav Kooij        | Isaac del Toro |
| 13    | 23 maj | Rovigo – Vicenza                    |             | 180          | 1 600 m          | Mads Pedersen     | Isaac del Toro |
| 14    | 24 maj | Treviso – Nova Gorica               | Flack etapp | 195          | 1 100 m          | Kasper Asgreen    | Isaac del Toro |
| 15    | 25 maj | Fiume Veneto – Asiago               | Bergsetapp  | 219          | 3 900 m          | Carlos Verona     | Isaac del Toro |
|       | 26 maj | Vilodag                             | Vilodag     |              |                  |                   |                |
| 16    | 27 maj | Piazzola sul Brenta – San Valentino | Bergsetapp  | 203          | 4 900 m          | Christian Scaroni | Isaac del Toro |
| 17    | 28 maj | San Michele all'Adige – Bormio      | Bergsetapp  | 155          | 3 800 m          | Isaac del Toro    | Isaac del Toro |
| 18    | 29 maj | Morbegno – Cesano Maderno           |             | 144          | 1 800 m          | Nico Denz         | Isaac del Toro |
| 19    | 30 maj | Biella – Champoluc                  | Bergsetapp  | 166          | 4 950 m          | Nicolas Prodhomme | Isaac del Toro |
| 20    | 31 maj | Verrès – Sestriere                  | Bergsetapp  | 205          | 4 500 m          | Chris Harper      | Simon Yates    |
| 21    | 1 jun  | Rom – Rom                           | Flack etapp | 143          | 600 m            | Olav Kooij        | Simon Yates    |

## Resultat

### Sammanlagt
| \| Totaltävlingen \| Totaltävlingen \| Totaltävlingen \| Totaltävlingen \| Totaltävlingen \| \| Cyklist \| Cyklist \| Lag \| Tid \| \| \| -------------- \| ----------------- \| -------------------------- \| -------------- \| -------------- \| \| 1. \| Simon Yates \| Team Visma \\| Lease a Bike \| 82t 31' 01" \| \| \| 2. \| Isaac del Toro \| UAE Team Emirates XRG \| + 3' 56" \| \| \| 3. \| Richard Carapaz \| EF Education-EasyPost \| + 4' 43" \| \| \| 4. \| Derek Gee \| Israel-Premier Tech \| + 6' 23" \| \| \| 5. \| Damiano Caruso \| Bahrain Victorious \| + 7' 32" \| \| \| 6. \| Giulio Pellizzari \| Red Bull-Bora-Hansgrohe \| + 9' 28" \| \| \| 7. \| Egan Bernal \| Ineos Grenadiers \| + 12' 42" \| \| \| 8. \| Einer Rubio \| Movistar Team \| + 13' 05" \| \| \| 9. \| Brandon McNulty \| UAE Team Emirates XRG \| + 13' 36" \| \| \| 10. \| Michael Storer \| Tudor Pro Cycling Team \| + 14' 27" \| \| \| 11. \| Max Poole \| Team Picnic-PostNL \| + 18' 15" \| \| \| 12. \| Adam Yates \| UAE Team Emirates XRG \| + 21' 43" \| \| \| 13. \| Rafał Majka \| UAE Team Emirates XRG \| + 23' 46" \| \| \| 14. \| Davide Piganzoli \| Team Polti VisitMalta \| + 27' 53" \| \| \| 15. \| Nicolas Prodhomme \| Decathlon-AG2R La Mondiale \| + 36' 09" \| \| \| 16. \| Tom Pidcock \| Q36.5 Pro Cycling Team \| + 44' 41" \| \| \| 17. \| Antonio Tiberi \| Bahrain Victorious \| + 46' 04" \| \| \| 18. \| Louis Meintjes \| Intermarché-Wanty \| + 52' 03" \| \| \| 19. \| James Knox \| Soudal Quick-Step \| + 56' 35" \| \| \| 20. \| Florian Stork \| Tudor Pro Cycling Team \| + 58' 53" \| \| |                   |                            |             |
| |                   |                            |             |
| Källa: ProCyclingStats |                   |                            |             |
| Totaltävlingen |                   |                            |             |
| Cyklist | Cyklist           | Lag                        | Tid         |
| 1. | Simon Yates       | Team Visma \| Lease a Bike | 82t 31' 01" |
| 2. | Isaac del Toro    | UAE Team Emirates XRG      | + 3' 56"    |
| 3. | Richard Carapaz   | EF Education-EasyPost      | + 4' 43"    |
| 4. | Derek Gee         | Israel-Premier Tech        | + 6' 23"    |
| 5. | Damiano Caruso    | Bahrain Victorious         | + 7' 32"    |
| 6. | Giulio Pellizzari | Red Bull-Bora-Hansgrohe    | + 9' 28"    |
| 7. | Egan Bernal       | Ineos Grenadiers           | + 12' 42"   |
| 8. | Einer Rubio       | Movistar Team              | + 13' 05"   |
| 9. | Brandon McNulty   | UAE Team Emirates XRG      | + 13' 36"   |
| 10. | Michael Storer    | Tudor Pro Cycling Team     | + 14' 27"   |
| 11. | Max Poole         | Team Picnic-PostNL         | + 18' 15"   |
| 12. | Adam Yates        | UAE Team Emirates XRG      | + 21' 43"   |
| 13. | Rafał Majka       | UAE Team Emirates XRG      | + 23' 46"   |
| 14. | Davide Piganzoli  | Team Polti VisitMalta      | + 27' 53"   |
| 15. | Nicolas Prodhomme | Decathlon-AG2R La Mondiale | + 36' 09"   |
| 16. | Tom Pidcock       | Q36.5 Pro Cycling Team     | + 44' 41"   |
| 17. | Antonio Tiberi    | Bahrain Victorious         | + 46' 04"   |
| 18. | Louis Meintjes    | Intermarché-Wanty          | + 52' 03"   |
| 19. | James Knox        | Soudal Quick-Step          | + 56' 35"   |
| 20. | Florian Stork     | Tudor Pro Cycling Team     | + 58' 53"   |

### Övriga tävlingar
| Poängtävlingen | Poängtävlingen     | Poängtävlingen             | Poängtävlingen | Poängtävlingen |
| Cyklist        | Cyklist            | Lag                        | Poäng          |                |
| -------------- | ------------------ | -------------------------- | -------------- | -------------- |
| 1.             | Mads Pedersen      | Lidl-Trek                  | 295 poäng      |                |
| 2.             | Olav Kooij         | Team Visma \| Lease a Bike | 185 poäng      |                |
| 3.             | Wout van Aert      | Team Visma \| Lease a Bike | 127 poäng      |                |
| 4.             | Dries De Bondt     | Decathlon-AG2R La Mondiale | 127 poäng      |                |
| 5.             | Isaac del Toro     | UAE Team Emirates XRG      | 109 poäng      |                |
| 6.             | Kaden Groves       | Alpecin-Deceuninck         | 98 poäng       |                |
| 7.             | Casper van Uden    | Team Picnic-PostNL         | 89 poäng       |                |
| 8.             | Alessandro Tonelli | Team Polti VisitMalta      | 88 poäng       |                |
| 9.             | Richard Carapaz    | EF Education-EasyPost      | 77 poäng       |                |
| 10.            | Orluis Aular       | Movistar Team              | 76 poäng       |                |

| Poängtävlingen | Poängtävlingen     | Poängtävlingen             | Poängtävlingen | Poängtävlingen |
| Cyklist        | Cyklist            | Lag                        | Poäng          |                |
| -------------- | ------------------ | -------------------------- | -------------- | -------------- |
| 1.             | Mads Pedersen      | Lidl-Trek                  | 295 poäng      |                |
| 2.             | Olav Kooij         | Team Visma \| Lease a Bike | 185 poäng      |                |
| 3.             | Wout van Aert      | Team Visma \| Lease a Bike | 127 poäng      |                |
| 4.             | Dries De Bondt     | Decathlon-AG2R La Mondiale | 127 poäng      |                |
| 5.             | Isaac del Toro     | UAE Team Emirates XRG      | 109 poäng      |                |
| 6.             | Kaden Groves       | Alpecin-Deceuninck         | 98 poäng       |                |
| 7.             | Casper van Uden    | Team Picnic-PostNL         | 89 poäng       |                |
| 8.             | Alessandro Tonelli | Team Polti VisitMalta      | 88 poäng       |                |
| 9.             | Richard Carapaz    | EF Education-EasyPost      | 77 poäng       |                |
| 10.            | Orluis Aular       | Movistar Team              | 76 poäng       |                |

| Bergstävlingen | Bergstävlingen    | Bergstävlingen                | Bergstävlingen | Bergstävlingen |
| Cyklist        | Cyklist           | Lag                           | Poäng          |                |
| -------------- | ----------------- | ----------------------------- | -------------- | -------------- |
| 1.             | Lorenzo Fortunato | XDS Astana Team               | 355 poäng      |                |
| 2.             | Christian Scaroni | XDS Astana Team               | 201 poäng      |                |
| 3.             | Nicolas Prodhomme | Decathlon-AG2R La Mondiale    | 107 poäng      |                |
| 4.             | Manuele Tarozzi   | VF Group-Bardiani CSF-Faizanè | 87 poäng       |                |
| 5.             | Carlos Verona     | Lidl-Trek                     | 61 poäng       |                |
| 6.             | Chris Harper      | Team Jayco AlUla              | 60 poäng       |                |
| 7.             | Richard Carapaz   | EF Education-EasyPost         | 47 poäng       |                |
| 8.             | Romain Bardet     | Team Picnic-PostNL            | 47 poäng       |                |
| 9.             | Isaac del Toro    | UAE Team Emirates XRG         | 45 poäng       |                |
| 10.            | Pello Bilbao      | Bahrain Victorious            | 42 poäng       |                |

| Bergstävlingen | Bergstävlingen    | Bergstävlingen                | Bergstävlingen | Bergstävlingen |
| Cyklist        | Cyklist           | Lag                           | Poäng          |                |
| -------------- | ----------------- | ----------------------------- | -------------- | -------------- |
| 1.             | Lorenzo Fortunato | XDS Astana Team               | 355 poäng      |                |
| 2.             | Christian Scaroni | XDS Astana Team               | 201 poäng      |                |
| 3.             | Nicolas Prodhomme | Decathlon-AG2R La Mondiale    | 107 poäng      |                |
| 4.             | Manuele Tarozzi   | VF Group-Bardiani CSF-Faizanè | 87 poäng       |                |
| 5.             | Carlos Verona     | Lidl-Trek                     | 61 poäng       |                |
| 6.             | Chris Harper      | Team Jayco AlUla              | 60 poäng       |                |
| 7.             | Richard Carapaz   | EF Education-EasyPost         | 47 poäng       |                |
| 8.             | Romain Bardet     | Team Picnic-PostNL            | 47 poäng       |                |
| 9.             | Isaac del Toro    | UAE Team Emirates XRG         | 45 poäng       |                |
| 10.            | Pello Bilbao      | Bahrain Victorious            | 42 poäng       |                |

| Ungdomstävlingen | Ungdomstävlingen        | Ungdomstävlingen        | Ungdomstävlingen | Ungdomstävlingen |
| Cyklist          | Cyklist                 | Lag                     | Tid              |                  |
| ---------------- | ----------------------- | ----------------------- | ---------------- | ---------------- |
| 1.               | Isaac del Toro          | UAE Team Emirates XRG   | 82t 34' 57"      |                  |
| 2.               | Giulio Pellizzari       | Red Bull-Bora-Hansgrohe | + 5' 32"         |                  |
| 3.               | Max Poole               | Team Picnic-PostNL      | + 14' 19"        |                  |
| 4.               | Davide Piganzoli        | Team Polti VisitMalta   | + 23' 57"        |                  |
| 5.               | Antonio Tiberi          | Bahrain Victorious      | + 42' 08"        |                  |
| 6.               | Embret Svestad-Bårdseng | Arkéa-B&B Hotels        | + 1t 02' 44"     |                  |
| 7.               | Edoardo Zambanini       | Bahrain Victorious      | + 1t 22' 03"     |                  |
| 8.               | Marco Frigo             | Israel-Premier Tech     | + 1t 28' 24"     |                  |
| 9.               | Gianmarco Garofoli      | Soudal Quick-Step       | + 1t 49' 57"     |                  |
| 10.              | Igor Arrieta            | UAE Team Emirates XRG   | + 1t 56' 19"     |                  |

| Ungdomstävlingen | Ungdomstävlingen        | Ungdomstävlingen        | Ungdomstävlingen | Ungdomstävlingen |
| Cyklist          | Cyklist                 | Lag                     | Tid              |                  |
| ---------------- | ----------------------- | ----------------------- | ---------------- | ---------------- |
| 1.               | Isaac del Toro          | UAE Team Emirates XRG   | 82t 34' 57"      |                  |
| 2.               | Giulio Pellizzari       | Red Bull-Bora-Hansgrohe | + 5' 32"         |                  |
| 3.               | Max Poole               | Team Picnic-PostNL      | + 14' 19"        |                  |
| 4.               | Davide Piganzoli        | Team Polti VisitMalta   | + 23' 57"        |                  |
| 5.               | Antonio Tiberi          | Bahrain Victorious      | + 42' 08"        |                  |
| 6.               | Embret Svestad-Bårdseng | Arkéa-B&B Hotels        | + 1t 02' 44"     |                  |
| 7.               | Edoardo Zambanini       | Bahrain Victorious      | + 1t 22' 03"     |                  |
| 8.               | Marco Frigo             | Israel-Premier Tech     | + 1t 28' 24"     |                  |
| 9.               | Gianmarco Garofoli      | Soudal Quick-Step       | + 1t 49' 57"     |                  |
| 10.              | Igor Arrieta            | UAE Team Emirates XRG   | + 1t 56' 19"     |                  |

| Lagtävlingen | Lagtävlingen               | Lagtävlingen | Lagtävlingen |
| Lag          | Lag                        | Tid          |              |
| ------------ | -------------------------- | ------------ | ------------ |
| 1.           | UAE Team Emirates XRG      | 247t 53' 24" |              |
| 2.           | Bahrain-Victorious         | + 58' 40"    |              |
| 3.           | Team Visma \| Lease a Bike | + 1t 15' 37" |              |
| 4.           | XDS Astana Team            | + 1t 46' 40" |              |
| 5.           | Tudor Pro Cycling Team     | + 1t 52' 53" |              |
| 6.           | Movistar Team              | + 1t 52' 56" |              |
| 7.           | Team Picnic-PostNL         | + 2t 25' 21" |              |
| 8.           | Red Bull-BORA-hansgrohe    | + 2t 52' 52" |              |
| 9.           | Israel-Premier Tech        | + 3t 06' 01" |              |
| 10.          | Ineos Grenadiers           | + 3t 09' 08" |              |

| Lagtävlingen | Lagtävlingen               | Lagtävlingen | Lagtävlingen |
| Lag          | Lag                        | Tid          |              |
| ------------ | -------------------------- | ------------ | ------------ |
| 1.           | UAE Team Emirates XRG      | 247t 53' 24" |              |
| 2.           | Bahrain-Victorious         | + 58' 40"    |              |
| 3.           | Team Visma \| Lease a Bike | + 1t 15' 37" |              |
| 4.           | XDS Astana Team            | + 1t 46' 40" |              |
| 5.           | Tudor Pro Cycling Team     | + 1t 52' 53" |              |
| 6.           | Movistar Team              | + 1t 52' 56" |              |
| 7.           | Team Picnic-PostNL         | + 2t 25' 21" |              |
| 8.           | Red Bull-BORA-hansgrohe    | + 2t 52' 52" |              |
| 9.           | Israel-Premier Tech        | + 3t 06' 01" |              |
| 10.          | Ineos Grenadiers           | + 3t 09' 08" |              |

## Startlista
| Red Bull-Bora-Hansgrohe RBH                    | Red Bull-Bora-Hansgrohe RBH | Red Bull-Bora-Hansgrohe RBH |
| ---------------------------------------------- | --------------------------- | --------------------------- |
| #                                              | Cyklist                     | Placering                   |
| 1                                              | Primož Roglič (SLO)         | DNF-16                      |
| 2                                              | Giovanni Aleotti (ITA)      | 59.                         |
| 3                                              | Nico Denz (GER)             | 122.                        |
| 4                                              | Jai Hindley (AUS)           | DNF-6                       |
| 5                                              | Daniel Martínez (COL)       | 53.                         |
| 6                                              | Gianni Moscon (ITA)         | 121.                        |
| 7                                              | Giulio Pellizzari (ITA)     | 6.                          |
| 8                                              | Jan Tratnik (SLO)           | 83.                         |
| Sportchef : Christian Pömer, Heinrich Haussler |                             |                             |

| Alpecin-Deceuninck ADC                       | Alpecin-Deceuninck ADC      | Alpecin-Deceuninck ADC |
| -------------------------------------------- | --------------------------- | ---------------------- |
| #                                            | Cyklist                     | Placering              |
| 11                                           | Kaden Groves (AUS)          | 107.                   |
| 12                                           | Quinten Hermans (BEL)       | 85.                    |
| 13                                           | Juri Hollmann (GER)         | DNF-6                  |
| 14                                           | Jimmy Janssens (BEL)        | 118.                   |
| 15                                           | Timo Kielich (BEL)          | 86.                    |
| 16                                           | Edward Planckaert (BEL)     | 102.                   |
| 17                                           | Fabio Van den Bossche (BEL) | 100.                   |
| 18                                           | Jensen Plowright (AUS)      | 158.                   |
| Sportchef : Gianni Meersman, Jens Keukeleire |                             |                        |

| Arkéa-B&B Hotels ARK                         | Arkéa-B&B Hotels ARK          | Arkéa-B&B Hotels ARK |
| -------------------------------------------- | ----------------------------- | -------------------- |
| #                                            | Cyklist                       | Placering            |
| 21                                           | Alessandro Verre (ITA)        | 104.                 |
| 22                                           | Giosuè Epis (ITA)             | 135.                 |
| 23                                           | Simon Guglielmi (FRA)         | 94.                  |
| 24                                           | Laurens Huys (BEL)            | 109.                 |
| 25                                           | Luca Mozzato (ITA)            | 138.                 |
| 26                                           | Michel Ries (LUX)             | DNS-7                |
| 27                                           | Embret Svestad-Bårdseng (NOR) | 22.                  |
| 28                                           | Martin Tjøtta (NOR)           | 49.                  |
| Sportchef : Arnaud Gérard, Sébastien Hinault |                               |                      |

| Bahrain Victorious TBV                         | Bahrain Victorious TBV  | Bahrain Victorious TBV |
| ---------------------------------------------- | ----------------------- | ---------------------- |
| #                                              | Cyklist                 | Placering              |
| 31                                             | Antonio Tiberi (ITA)    | 17.                    |
| 32                                             | Pello Bilbao (ESP)      | 30.                    |
| 33                                             | Damiano Caruso (ITA)    | 5.                     |
| 34                                             | Afonso Eulálio (POR)    | DNF-19                 |
| 35                                             | Matevž Govekar (SLO)    | 142.                   |
| 36                                             | Fran Miholjević (CRO)   | 113.                   |
| 37                                             | Andrea Pasqualon (ITA)  | DNF-9                  |
| 38                                             | Edoardo Zambanini (ITA) | 27.                    |
| Sportchef : Gorazd Štangelj, Franco Pellizotti |                         |                        |

| Cofidis COF                                      | Cofidis COF                | Cofidis COF |
| ------------------------------------------------ | -------------------------- | ----------- |
| #                                                | Cyklist                    | Placering   |
| 41                                               | Milan Fretin (BEL)         | DNS-16      |
| 42                                               | Nicolas Debeaumarché (FRA) | 140.        |
| 43                                               | Jonathan Lastra (ESP)      | 65.         |
| 44                                               | Jan Maas (NED)             | 139.        |
| 45                                               | Sylvain Moniquet (BEL)     | 71.         |
| 46                                               | Stefano Oldani (ITA)       | 67.         |
| 47                                               | Anthony Perez (FRA)        | 124.        |
| 48                                               | Sergio Samitier (ESP)      | 52.         |
| Sportchef : Roberto Damiani, Gorka Gerrikagoitia |                            |             |

| Decathlon-AG2R La Mondiale DAT          | Decathlon-AG2R La Mondiale DAT | Decathlon-AG2R La Mondiale DAT |
| --------------------------------------- | ------------------------------ | ------------------------------ |
| #                                       | Cyklist                        | Placering                      |
| 51                                      | Sam Bennett (IRL)              | 145.                           |
| 52                                      | Geoffrey Bouchard (FRA)        | DNF-1                          |
| 53                                      | Dries De Bondt (BEL)           | 128.                           |
| 54                                      | Stan Dewulf (BEL)              | 111.                           |
| 55                                      | Dorian Godon (FRA)             | 84.                            |
| 56                                      | Tord Gudmestad (NOR)           | 134.                           |
| 57                                      | Nicolas Prodhomme (FRA)        | 15.                            |
| 58                                      | Andrea Vendrame (ITA)          | 35.                            |
| Sportchef : Luke Roberts, Didier Jannel |                                |                                |

| EF Education-EasyPost EFE                      | EF Education-EasyPost EFE        | EF Education-EasyPost EFE |
| ---------------------------------------------- | -------------------------------- | ------------------------- |
| #                                              | Cyklist                          | Placering                 |
| 61                                             | Richard Carapaz (ECU)            | 3.                        |
| 62                                             | Kasper Asgreen (DEN)             | 115.                      |
| 63                                             | Jefferson Alexander Cepeda (ECU) | 51.                       |
| 64                                             | Owain Doull (GBR)                | 110.                      |
| 65                                             | Mikkel Frølich Honoré (DEN)      | 79.                       |
| 66                                             | Darren Rafferty (IRL) (landsväg) | 87.                       |
| 67                                             | James Shaw (GBR)                 | 76.                       |
| 68                                             | Georg Steinhauser (GER)          | 74.                       |
| Sportchef : Matti Breschel, Juan Manuel Gárate |                                  |                           |

| Groupama-FDJ GFC                              | Groupama-FDJ GFC               | Groupama-FDJ GFC |
| --------------------------------------------- | ------------------------------ | ---------------- |
| #                                             | Cyklist                        | Placering        |
| 71                                            | David Gaudu (FRA)              | 66.              |
| 72                                            | Sven Erik Bystrøm (NOR)        | 130.             |
| 73                                            | Clément Davy (FRA)             | 137.             |
| 74                                            | Kevin Geniets (LUX) (landsväg) | 33.              |
| 75                                            | Lorenzo Germani (ITA)          | 63.              |
| 76                                            | Quentin Pacher (FRA)           | 64.              |
| 77                                            | Enzo Paleni (FRA)              | 112.             |
| 78                                            | Rémy Rochas (FRA)              | 39.              |
| Sportchef : Thierry Bricaud, Stéphane Goubert |                                |                  |

| Ineos Grenadiers IGD                         | Ineos Grenadiers IGD                       | Ineos Grenadiers IGD |
| -------------------------------------------- | ------------------------------------------ | -------------------- |
| #                                            | Cyklist                                    | Placering            |
| 81                                           | Egan Bernal (COL) (landsväg och tempolopp) | 7.                   |
| 82                                           | Thymen Arensman (NED)                      | 29.                  |
| 83                                           | Jonathan Castroviejo (ESP)                 | 61.                  |
| 84                                           | Lucas Hamilton (AUS)                       | 103.                 |
| 85                                           | Kim Heiduk (GER)                           | 114.                 |
| 86                                           | Brandon Rivera (COL)                       | DNS-14               |
| 87                                           | Josh Tarling (GBR) (tempolopp)             | DNF-16               |
| 88                                           | Ben Turner (GBR)                           | 120.                 |
| Sportchef : Zakkari Dempster, Leonardo Basso |                                            |                      |

| Intermarché-Wanty IWA                    | Intermarché-Wanty IWA    | Intermarché-Wanty IWA |
| ---------------------------------------- | ------------------------ | --------------------- |
| #                                        | Cyklist                  | Placering             |
| 91                                       | Louis Meintjes (RSA)     | 18.                   |
| 92                                       | Francesco Busatto (ITA)  | 99.                   |
| 93                                       | Kevin Colleoni (ITA)     | 108.                  |
| 94                                       | Simone Petilli (ITA)     | 60.                   |
| 95                                       | Dion Smith (NZL)         | DNF-6                 |
| 96                                       | Gerben Thijssen (BEL)    | 157.                  |
| 97                                       | Taco van der Hoorn (NED) | 155.                  |
| 98                                       | Gijs Van Hoecke (BEL)    | 153.                  |
| Sportchef : Dimitri Claeys, Bart Wellens |                          |                       |

| Israel-Premier Tech IPT                          | Israel-Premier Tech IPT | Israel-Premier Tech IPT |
| ------------------------------------------------ | ----------------------- | ----------------------- |
| #                                                | Cyklist                 | Placering               |
| 101                                              | Derek Gee (CAN)         | 4.                      |
| 102                                              | Simon Clarke (AUS)      | 117.                    |
| 103                                              | Marco Frigo (ITA)       | 28.                     |
| 104                                              | Jakob Fuglsang (DEN)    | 81.                     |
| 105                                              | Jan Hirt (CZE)          | DNS-7                   |
| 106                                              | Hugo Houle (CAN)        | 62.                     |
| 107                                              | Nick Schultz (AUS)      | 106.                    |
| 109                                              | Corbin Strong (NZL)     | 96.                     |
| Sportchef : Sam Bewley, Jonathan Patrick McCarty |                         |                         |

| Lidl-Trek LTK                                           | Lidl-Trek LTK                   | Lidl-Trek LTK |
| ------------------------------------------------------- | ------------------------------- | ------------- |
| #                                                       | Cyklist                         | Placering     |
| 111                                                     | Giulio Ciccone (ITA)            | DNS-15        |
| 112                                                     | Daan Hoole (NED) (tempolopp)    | 119.          |
| 113                                                     | Patrick Konrad (AUT)            | 73.           |
| 114                                                     | Søren Kragh Andersen (DEN)      | DNS-5         |
| 115                                                     | Jacopo Mosca (ITA)              | 126.          |
| 116                                                     | Mads Pedersen (DEN)             | 90.           |
| 117                                                     | Mathias Vacek (CZE) (tempolopp) | 57.           |
| 118                                                     | Carlos Verona (ESP)             | 54.           |
| Sportchef : Kim Andersen, Maxime Monfort, Michael Schär |                                 |               |

| Movistar Team MOV        | Movistar Team MOV                  | Movistar Team MOV |
| ------------------------ | ---------------------------------- | ----------------- |
| #                        | Cyklist                            | Placering         |
| 121                      | Nairo Quintana (COL)               | 25.               |
| 122                      | Orluis Aular (VEN) (tempolopp)     | 101.              |
| 123                      | Jon Barrenetxea (ESP)              | 92.               |
| 124                      | Jefferson Cepeda (ECU) (tempolopp) | 34.               |
| 125                      | Davide Formolo (ITA)               | 45.               |
| 126                      | Lorenzo Milesi (ITA)               | 88.               |
| 127                      | Einer Rubio (COL)                  | 8.                |
| 128                      | Albert Torres Barceló (ESP)        | 127.              |
| Sportchef : Max Sciandri |                                    |                   |

| Q36.5 Pro Cycling Team Q36                 | Q36.5 Pro Cycling Team Q36     | Q36.5 Pro Cycling Team Q36 |
| ------------------------------------------ | ------------------------------ | -------------------------- |
| #                                          | Cyklist                        | Placering                  |
| 131                                        | Tom Pidcock (GBR)              | 16.                        |
| 132                                        | Xabier Azparren (ESP)          | 125.                       |
| 133                                        | Mark Donovan (GBR)             | 55.                        |
| 134                                        | Damien Howson (AUS)            | 46.                        |
| 135                                        | Emīls Liepiņš (LAT) (landsväg) | 131.                       |
| 136                                        | Matteo Moschetti (ITA)         | 152.                       |
| 137                                        | Milan Vader (NED)              | 80.                        |
| 138                                        | Nickolas Zukowsky (CAN)        | DNF-4                      |
| Sportchef : Gabriele Missaglia, Jens Zemke |                                |                            |

| Soudal Quick-Step SOQ                       | Soudal Quick-Step SOQ         | Soudal Quick-Step SOQ |
| ------------------------------------------- | ----------------------------- | --------------------- |
| #                                           | Cyklist                       | Placering             |
| 141                                         | Mikel Landa (ESP)             | DNF-1                 |
| 142                                         | Mattia Cattaneo (ITA)         | 44.                   |
| 143                                         | Josef Černý (CZE)             | 132.                  |
| 144                                         | Gianmarco Garofoli (ITA)      | 31.                   |
| 145                                         | Ethan Hayter (GBR) (landsväg) | 136.                  |
| 146                                         | James Knox (GBR)              | 19.                   |
| 147                                         | Luke Lamperti (USA)           | 146.                  |
| 148                                         | Paul Magnier (FRA)            | DNS-16                |
| Sportchef : Davide Bramati, Geert Van Bondt |                               |                       |

| Team Jayco AlUla JAY                       | Team Jayco AlUla JAY         | Team Jayco AlUla JAY |
| ------------------------------------------ | ---------------------------- | -------------------- |
| #                                          | Cyklist                      | Placering            |
| 151                                        | Chris Harper (AUS)           | 23.                  |
| 152                                        | Koen Bouwman (NED)           | DNS-9                |
| 153                                        | Davide De Pretto (ITA)       | 77.                  |
| 154                                        | Paul Double (GBR)            | 98.                  |
| 155                                        | Felix Engelhardt (GER)       | 82.                  |
| 156                                        | Michael Hepburn (AUS)        | 143.                 |
| 157                                        | Luke Plapp (AUS) (tempolopp) | DNF-17               |
| 158                                        | Filippo Zana (ITA)           | 58.                  |
| Sportchef : David McPartland, Valerio Piva |                              |                      |

| Team Picnic-PostNL TPP                            | Team Picnic-PostNL TPP    | Team Picnic-PostNL TPP |
| ------------------------------------------------- | ------------------------- | ---------------------- |
| #                                                 | Cyklist                   | Placering              |
| 161                                               | Romain Bardet (FRA)       | 26.                    |
| 162                                               | Alexander Edmondson (AUS) | 148.                   |
| 163                                               | Chris Hamilton (AUS)      | 47.                    |
| 164                                               | Gijs Leemreize (NED)      | 43.                    |
| 165                                               | Niklas Märkl (GER)        | 156.                   |
| 166                                               | Max Poole (GBR)           | 11.                    |
| 167                                               | Casper van Uden (NED)     | 150.                   |
| 168                                               | Bram Welten (NED)         | DNF-7                  |
| Sportchef : Matthew Winston, Christian Guiberteau |                           |                        |

| Team Polti VisitMalta PTV                             | Team Polti VisitMalta PTV | Team Polti VisitMalta PTV |
| ----------------------------------------------------- | ------------------------- | ------------------------- |
| #                                                     | Cyklist                   | Placering                 |
| 171                                                   | Davide Piganzoli (ITA)    | 14.                       |
| 172                                                   | Davide Bais (ITA)         | 97.                       |
| 173                                                   | Mattia Bais (ITA)         | 69.                       |
| 174                                                   | Giovanni Lonardi (ITA)    | 129.                      |
| 175                                                   | Mirco Maestri (ITA)       | 93.                       |
| 176                                                   | Francisco Muñoz (ESP)     | 144.                      |
| 177                                                   | Andrea Pietrobon (ITA)    | 141.                      |
| 178                                                   | Alessandro Tonelli (ITA)  | 48.                       |
| Sportchef : Stefano Zanatta, Jesús Hernández Blázquez |                           |                           |

| Team Visma \| Lease a Bike TVL                    | Team Visma \| Lease a Bike TVL   | Team Visma \| Lease a Bike TVL |
| ------------------------------------------------- | -------------------------------- | ------------------------------ |
| #                                                 | Cyklist                          | Placering                      |
| 181                                               | Wout van Aert (BEL)              | 72.                            |
| 182                                               | Edoardo Affini (ITA) (tempolopp) | 133.                           |
| 183                                               | Wilco Kelderman (NED)            | 37.                            |
| 184                                               | Olav Kooij (NED)                 | 149.                           |
| 185                                               | Steven Kruijswijk (NED)          | 38.                            |
| 186                                               | Bart Lemmen (NED)                | 42.                            |
| 187                                               | Dylan van Baarle (NED)           | 95.                            |
| 188                                               | Simon Yates (GBR)                | 1.                             |
| Sportchef : Marc Reef, Addy Engels, Jesper Mørkøv |                                  |                                |

| Tudor Pro Cycling Team TUD                | Tudor Pro Cycling Team TUD     | Tudor Pro Cycling Team TUD |
| ----------------------------------------- | ------------------------------ | -------------------------- |
| #                                         | Cyklist                        | Placering                  |
| 191                                       | Michael Storer (AUS)           | 10.                        |
| 192                                       | Marco Brenner (GER) (landsväg) | DNF-19                     |
| 193                                       | Alexander Krieger (GER)        | 159.                       |
| 194                                       | Rick Pluimers (NED)            | 105.                       |
| 195                                       | Florian Stork (GER)            | 20.                        |
| 196                                       | Yannis Voisard (SUI)           | 32.                        |
| 197                                       | Lawrence Warbasse (USA)        | 68.                        |
| 198                                       | Maikel Zijlaard (NED)          | 154.                       |
| Sportchef : Matteo Tosatto, Claudio Cozzi |                                |                            |

| UAE Team Emirates XRG UAD               | UAE Team Emirates XRG UAD         | UAE Team Emirates XRG UAD |
| --------------------------------------- | --------------------------------- | ------------------------- |
| #                                       | Cyklist                           | Placering                 |
| 201                                     | Juan Ayuso (ESP)                  | DNF-18                    |
| 202                                     | Igor Arrieta (ESP)                | 36.                       |
| 203                                     | Filippo Baroncini (ITA)           | 78.                       |
| 204                                     | Isaac del Toro (MEX)              | 2.                        |
| 205                                     | Rafał Majka (POL)                 | 13.                       |
| 206                                     | Brandon McNulty (USA) (tempolopp) | 9.                        |
| 207                                     | Jay Vine (AUS)                    | DNF-17                    |
| 208                                     | Adam Yates (GBR)                  | 12.                       |
| Sportchef : Fabio Baldato, Manuele Mori |                                   |                           |

| VF Group-Bardiani CSF-Faizanè VBF                | VF Group-Bardiani CSF-Faizanè VBF | VF Group-Bardiani CSF-Faizanè VBF |
| ------------------------------------------------ | --------------------------------- | --------------------------------- |
| #                                                | Cyklist                           | Placering                         |
| 211                                              | Filippo Fiorelli (ITA)            | 89.                               |
| 212                                              | Luca Covili (ITA)                 | 70.                               |
| 213                                              | Filippo Magli (ITA)               | 116.                              |
| 214                                              | Martin Marcellusi (ITA)           | 75.                               |
| 215                                              | Alessio Martinelli (ITA)          | DNF-16                            |
| 216                                              | Alessandro Pinarello (ITA)        | DNS-6                             |
| 217                                              | Manuele Tarozzi (ITA)             | 91.                               |
| 218                                              | Enrico Zanoncello (ITA)           | 151.                              |
| Sportchef : Roberto Reverberi, Alessandro Donati |                                   |                                   |

| XDS Astana Team XAT                        | XDS Astana Team XAT     | XDS Astana Team XAT |
| ------------------------------------------ | ----------------------- | ------------------- |
| #                                          | Cyklist                 | Placering           |
| 221                                        | Diego Ulissi (ITA)      | 21.                 |
| 222                                        | Nicola Conci (ITA)      | 56.                 |
| 223                                        | Lorenzo Fortunato (ITA) | 24.                 |
| 224                                        | Max Kanter (GER)        | 123.                |
| 225                                        | Anton Kuzmin (KAZ)      | 147.                |
| 226                                        | Fausto Masnada (ITA)    | 41.                 |
| 227                                        | Wout Poels (NED)        | 50.                 |
| 228                                        | Christian Scaroni (ITA) | 40.                 |
| Sportchef : Alexandr Shefer, Mario Manzoni |                         |                     |

| Red Bull-Bora-Hansgrohe RBH                    | Red Bull-Bora-Hansgrohe RBH | Red Bull-Bora-Hansgrohe RBH |
| ---------------------------------------------- | --------------------------- | --------------------------- |
| #                                              | Cyklist                     | Placering                   |
| 1                                              | Primož Roglič (SLO)         | DNF-16                      |
| 2                                              | Giovanni Aleotti (ITA)      | 59.                         |
| 3                                              | Nico Denz (GER)             | 122.                        |
| 4                                              | Jai Hindley (AUS)           | DNF-6                       |
| 5                                              | Daniel Martínez (COL)       | 53.                         |
| 6                                              | Gianni Moscon (ITA)         | 121.                        |
| 7                                              | Giulio Pellizzari (ITA)     | 6.                          |
| 8                                              | Jan Tratnik (SLO)           | 83.                         |
| Sportchef : Christian Pömer, Heinrich Haussler |                             |                             |

| Alpecin-Deceuninck ADC                       | Alpecin-Deceuninck ADC      | Alpecin-Deceuninck ADC |
| -------------------------------------------- | --------------------------- | ---------------------- |
| #                                            | Cyklist                     | Placering              |
| 11                                           | Kaden Groves (AUS)          | 107.                   |
| 12                                           | Quinten Hermans (BEL)       | 85.                    |
| 13                                           | Juri Hollmann (GER)         | DNF-6                  |
| 14                                           | Jimmy Janssens (BEL)        | 118.                   |
| 15                                           | Timo Kielich (BEL)          | 86.                    |
| 16                                           | Edward Planckaert (BEL)     | 102.                   |
| 17                                           | Fabio Van den Bossche (BEL) | 100.                   |
| 18                                           | Jensen Plowright (AUS)      | 158.                   |
| Sportchef : Gianni Meersman, Jens Keukeleire |                             |                        |

| Arkéa-B&B Hotels ARK                         | Arkéa-B&B Hotels ARK          | Arkéa-B&B Hotels ARK |
| -------------------------------------------- | ----------------------------- | -------------------- |
| #                                            | Cyklist                       | Placering            |
| 21                                           | Alessandro Verre (ITA)        | 104.                 |
| 22                                           | Giosuè Epis (ITA)             | 135.                 |
| 23                                           | Simon Guglielmi (FRA)         | 94.                  |
| 24                                           | Laurens Huys (BEL)            | 109.                 |
| 25                                           | Luca Mozzato (ITA)            | 138.                 |
| 26                                           | Michel Ries (LUX)             | DNS-7                |
| 27                                           | Embret Svestad-Bårdseng (NOR) | 22.                  |
| 28                                           | Martin Tjøtta (NOR)           | 49.                  |
| Sportchef : Arnaud Gérard, Sébastien Hinault |                               |                      |

| Bahrain Victorious TBV                         | Bahrain Victorious TBV  | Bahrain Victorious TBV |
| ---------------------------------------------- | ----------------------- | ---------------------- |
| #                                              | Cyklist                 | Placering              |
| 31                                             | Antonio Tiberi (ITA)    | 17.                    |
| 32                                             | Pello Bilbao (ESP)      | 30.                    |
| 33                                             | Damiano Caruso (ITA)    | 5.                     |
| 34                                             | Afonso Eulálio (POR)    | DNF-19                 |
| 35                                             | Matevž Govekar (SLO)    | 142.                   |
| 36                                             | Fran Miholjević (CRO)   | 113.                   |
| 37                                             | Andrea Pasqualon (ITA)  | DNF-9                  |
| 38                                             | Edoardo Zambanini (ITA) | 27.                    |
| Sportchef : Gorazd Štangelj, Franco Pellizotti |                         |                        |

| Cofidis COF                                      | Cofidis COF                | Cofidis COF |
| ------------------------------------------------ | -------------------------- | ----------- |
| #                                                | Cyklist                    | Placering   |
| 41                                               | Milan Fretin (BEL)         | DNS-16      |
| 42                                               | Nicolas Debeaumarché (FRA) | 140.        |
| 43                                               | Jonathan Lastra (ESP)      | 65.         |
| 44                                               | Jan Maas (NED)             | 139.        |
| 45                                               | Sylvain Moniquet (BEL)     | 71.         |
| 46                                               | Stefano Oldani (ITA)       | 67.         |
| 47                                               | Anthony Perez (FRA)        | 124.        |
| 48                                               | Sergio Samitier (ESP)      | 52.         |
| Sportchef : Roberto Damiani, Gorka Gerrikagoitia |                            |             |

| Decathlon-AG2R La Mondiale DAT          | Decathlon-AG2R La Mondiale DAT | Decathlon-AG2R La Mondiale DAT |
| --------------------------------------- | ------------------------------ | ------------------------------ |
| #                                       | Cyklist                        | Placering                      |
| 51                                      | Sam Bennett (IRL)              | 145.                           |
| 52                                      | Geoffrey Bouchard (FRA)        | DNF-1                          |
| 53                                      | Dries De Bondt (BEL)           | 128.                           |
| 54                                      | Stan Dewulf (BEL)              | 111.                           |
| 55                                      | Dorian Godon (FRA)             | 84.                            |
| 56                                      | Tord Gudmestad (NOR)           | 134.                           |
| 57                                      | Nicolas Prodhomme (FRA)        | 15.                            |
| 58                                      | Andrea Vendrame (ITA)          | 35.                            |
| Sportchef : Luke Roberts, Didier Jannel |                                |                                |

| EF Education-EasyPost EFE                      | EF Education-EasyPost EFE        | EF Education-EasyPost EFE |
| ---------------------------------------------- | -------------------------------- | ------------------------- |
| #                                              | Cyklist                          | Placering                 |
| 61                                             | Richard Carapaz (ECU)            | 3.                        |
| 62                                             | Kasper Asgreen (DEN)             | 115.                      |
| 63                                             | Jefferson Alexander Cepeda (ECU) | 51.                       |
| 64                                             | Owain Doull (GBR)                | 110.                      |
| 65                                             | Mikkel Frølich Honoré (DEN)      | 79.                       |
| 66                                             | Darren Rafferty (IRL) (landsväg) | 87.                       |
| 67                                             | James Shaw (GBR)                 | 76.                       |
| 68                                             | Georg Steinhauser (GER)          | 74.                       |
| Sportchef : Matti Breschel, Juan Manuel Gárate |                                  |                           |

| Groupama-FDJ GFC                              | Groupama-FDJ GFC               | Groupama-FDJ GFC |
| --------------------------------------------- | ------------------------------ | ---------------- |
| #                                             | Cyklist                        | Placering        |
| 71                                            | David Gaudu (FRA)              | 66.              |
| 72                                            | Sven Erik Bystrøm (NOR)        | 130.             |
| 73                                            | Clément Davy (FRA)             | 137.             |
| 74                                            | Kevin Geniets (LUX) (landsväg) | 33.              |
| 75                                            | Lorenzo Germani (ITA)          | 63.              |
| 76                                            | Quentin Pacher (FRA)           | 64.              |
| 77                                            | Enzo Paleni (FRA)              | 112.             |
| 78                                            | Rémy Rochas (FRA)              | 39.              |
| Sportchef : Thierry Bricaud, Stéphane Goubert |                                |                  |

| Ineos Grenadiers IGD                         | Ineos Grenadiers IGD                       | Ineos Grenadiers IGD |
| -------------------------------------------- | ------------------------------------------ | -------------------- |
| #                                            | Cyklist                                    | Placering            |
| 81                                           | Egan Bernal (COL) (landsväg och tempolopp) | 7.                   |
| 82                                           | Thymen Arensman (NED)                      | 29.                  |
| 83                                           | Jonathan Castroviejo (ESP)                 | 61.                  |
| 84                                           | Lucas Hamilton (AUS)                       | 103.                 |
| 85                                           | Kim Heiduk (GER)                           | 114.                 |
| 86                                           | Brandon Rivera (COL)                       | DNS-14               |
| 87                                           | Josh Tarling (GBR) (tempolopp)             | DNF-16               |
| 88                                           | Ben Turner (GBR)                           | 120.                 |
| Sportchef : Zakkari Dempster, Leonardo Basso |                                            |                      |

| Intermarché-Wanty IWA                    | Intermarché-Wanty IWA    | Intermarché-Wanty IWA |
| ---------------------------------------- | ------------------------ | --------------------- |
| #                                        | Cyklist                  | Placering             |
| 91                                       | Louis Meintjes (RSA)     | 18.                   |
| 92                                       | Francesco Busatto (ITA)  | 99.                   |
| 93                                       | Kevin Colleoni (ITA)     | 108.                  |
| 94                                       | Simone Petilli (ITA)     | 60.                   |
| 95                                       | Dion Smith (NZL)         | DNF-6                 |
| 96                                       | Gerben Thijssen (BEL)    | 157.                  |
| 97                                       | Taco van der Hoorn (NED) | 155.                  |
| 98                                       | Gijs Van Hoecke (BEL)    | 153.                  |
| Sportchef : Dimitri Claeys, Bart Wellens |                          |                       |

| Israel-Premier Tech IPT                          | Israel-Premier Tech IPT | Israel-Premier Tech IPT |
| ------------------------------------------------ | ----------------------- | ----------------------- |
| #                                                | Cyklist                 | Placering               |
| 101                                              | Derek Gee (CAN)         | 4.                      |
| 102                                              | Simon Clarke (AUS)      | 117.                    |
| 103                                              | Marco Frigo (ITA)       | 28.                     |
| 104                                              | Jakob Fuglsang (DEN)    | 81.                     |
| 105                                              | Jan Hirt (CZE)          | DNS-7                   |
| 106                                              | Hugo Houle (CAN)        | 62.                     |
| 107                                              | Nick Schultz (AUS)      | 106.                    |
| 109                                              | Corbin Strong (NZL)     | 96.                     |
| Sportchef : Sam Bewley, Jonathan Patrick McCarty |                         |                         |

| Lidl-Trek LTK                                           | Lidl-Trek LTK                   | Lidl-Trek LTK |
| ------------------------------------------------------- | ------------------------------- | ------------- |
| #                                                       | Cyklist                         | Placering     |
| 111                                                     | Giulio Ciccone (ITA)            | DNS-15        |
| 112                                                     | Daan Hoole (NED) (tempolopp)    | 119.          |
| 113                                                     | Patrick Konrad (AUT)            | 73.           |
| 114                                                     | Søren Kragh Andersen (DEN)      | DNS-5         |
| 115                                                     | Jacopo Mosca (ITA)              | 126.          |
| 116                                                     | Mads Pedersen (DEN)             | 90.           |
| 117                                                     | Mathias Vacek (CZE) (tempolopp) | 57.           |
| 118                                                     | Carlos Verona (ESP)             | 54.           |
| Sportchef : Kim Andersen, Maxime Monfort, Michael Schär |                                 |               |

| Movistar Team MOV        | Movistar Team MOV                  | Movistar Team MOV |
| ------------------------ | ---------------------------------- | ----------------- |
| #                        | Cyklist                            | Placering         |
| 121                      | Nairo Quintana (COL)               | 25.               |
| 122                      | Orluis Aular (VEN) (tempolopp)     | 101.              |
| 123                      | Jon Barrenetxea (ESP)              | 92.               |
| 124                      | Jefferson Cepeda (ECU) (tempolopp) | 34.               |
| 125                      | Davide Formolo (ITA)               | 45.               |
| 126                      | Lorenzo Milesi (ITA)               | 88.               |
| 127                      | Einer Rubio (COL)                  | 8.                |
| 128                      | Albert Torres Barceló (ESP)        | 127.              |
| Sportchef : Max Sciandri |                                    |                   |

| Q36.5 Pro Cycling Team Q36                 | Q36.5 Pro Cycling Team Q36     | Q36.5 Pro Cycling Team Q36 |
| ------------------------------------------ | ------------------------------ | -------------------------- |
| #                                          | Cyklist                        | Placering                  |
| 131                                        | Tom Pidcock (GBR)              | 16.                        |
| 132                                        | Xabier Azparren (ESP)          | 125.                       |
| 133                                        | Mark Donovan (GBR)             | 55.                        |
| 134                                        | Damien Howson (AUS)            | 46.                        |
| 135                                        | Emīls Liepiņš (LAT) (landsväg) | 131.                       |
| 136                                        | Matteo Moschetti (ITA)         | 152.                       |
| 137                                        | Milan Vader (NED)              | 80.                        |
| 138                                        | Nickolas Zukowsky (CAN)        | DNF-4                      |
| Sportchef : Gabriele Missaglia, Jens Zemke |                                |                            |

| Soudal Quick-Step SOQ                       | Soudal Quick-Step SOQ         | Soudal Quick-Step SOQ |
| ------------------------------------------- | ----------------------------- | --------------------- |
| #                                           | Cyklist                       | Placering             |
| 141                                         | Mikel Landa (ESP)             | DNF-1                 |
| 142                                         | Mattia Cattaneo (ITA)         | 44.                   |
| 143                                         | Josef Černý (CZE)             | 132.                  |
| 144                                         | Gianmarco Garofoli (ITA)      | 31.                   |
| 145                                         | Ethan Hayter (GBR) (landsväg) | 136.                  |
| 146                                         | James Knox (GBR)              | 19.                   |
| 147                                         | Luke Lamperti (USA)           | 146.                  |
| 148                                         | Paul Magnier (FRA)            | DNS-16                |
| Sportchef : Davide Bramati, Geert Van Bondt |                               |                       |

| Team Jayco AlUla JAY                       | Team Jayco AlUla JAY         | Team Jayco AlUla JAY |
| ------------------------------------------ | ---------------------------- | -------------------- |
| #                                          | Cyklist                      | Placering            |
| 151                                        | Chris Harper (AUS)           | 23.                  |
| 152                                        | Koen Bouwman (NED)           | DNS-9                |
| 153                                        | Davide De Pretto (ITA)       | 77.                  |
| 154                                        | Paul Double (GBR)            | 98.                  |
| 155                                        | Felix Engelhardt (GER)       | 82.                  |
| 156                                        | Michael Hepburn (AUS)        | 143.                 |
| 157                                        | Luke Plapp (AUS) (tempolopp) | DNF-17               |
| 158                                        | Filippo Zana (ITA)           | 58.                  |
| Sportchef : David McPartland, Valerio Piva |                              |                      |

| Team Picnic-PostNL TPP                            | Team Picnic-PostNL TPP    | Team Picnic-PostNL TPP |
| ------------------------------------------------- | ------------------------- | ---------------------- |
| #                                                 | Cyklist                   | Placering              |
| 161                                               | Romain Bardet (FRA)       | 26.                    |
| 162                                               | Alexander Edmondson (AUS) | 148.                   |
| 163                                               | Chris Hamilton (AUS)      | 47.                    |
| 164                                               | Gijs Leemreize (NED)      | 43.                    |
| 165                                               | Niklas Märkl (GER)        | 156.                   |
| 166                                               | Max Poole (GBR)           | 11.                    |
| 167                                               | Casper van Uden (NED)     | 150.                   |
| 168                                               | Bram Welten (NED)         | DNF-7                  |
| Sportchef : Matthew Winston, Christian Guiberteau |                           |                        |

| Team Polti VisitMalta PTV                             | Team Polti VisitMalta PTV | Team Polti VisitMalta PTV |
| ----------------------------------------------------- | ------------------------- | ------------------------- |
| #                                                     | Cyklist                   | Placering                 |
| 171                                                   | Davide Piganzoli (ITA)    | 14.                       |
| 172                                                   | Davide Bais (ITA)         | 97.                       |
| 173                                                   | Mattia Bais (ITA)         | 69.                       |
| 174                                                   | Giovanni Lonardi (ITA)    | 129.                      |
| 175                                                   | Mirco Maestri (ITA)       | 93.                       |
| 176                                                   | Francisco Muñoz (ESP)     | 144.                      |
| 177                                                   | Andrea Pietrobon (ITA)    | 141.                      |
| 178                                                   | Alessandro Tonelli (ITA)  | 48.                       |
| Sportchef : Stefano Zanatta, Jesús Hernández Blázquez |                           |                           |

| Team Visma \| Lease a Bike TVL                    | Team Visma \| Lease a Bike TVL   | Team Visma \| Lease a Bike TVL |
| ------------------------------------------------- | -------------------------------- | ------------------------------ |
| #                                                 | Cyklist                          | Placering                      |
| 181                                               | Wout van Aert (BEL)              | 72.                            |
| 182                                               | Edoardo Affini (ITA) (tempolopp) | 133.                           |
| 183                                               | Wilco Kelderman (NED)            | 37.                            |
| 184                                               | Olav Kooij (NED)                 | 149.                           |
| 185                                               | Steven Kruijswijk (NED)          | 38.                            |
| 186                                               | Bart Lemmen (NED)                | 42.                            |
| 187                                               | Dylan van Baarle (NED)           | 95.                            |
| 188                                               | Simon Yates (GBR)                | 1.                             |
| Sportchef : Marc Reef, Addy Engels, Jesper Mørkøv |                                  |                                |

| Tudor Pro Cycling Team TUD                | Tudor Pro Cycling Team TUD     | Tudor Pro Cycling Team TUD |
| ----------------------------------------- | ------------------------------ | -------------------------- |
| #                                         | Cyklist                        | Placering                  |
| 191                                       | Michael Storer (AUS)           | 10.                        |
| 192                                       | Marco Brenner (GER) (landsväg) | DNF-19                     |
| 193                                       | Alexander Krieger (GER)        | 159.                       |
| 194                                       | Rick Pluimers (NED)            | 105.                       |
| 195                                       | Florian Stork (GER)            | 20.                        |
| 196                                       | Yannis Voisard (SUI)           | 32.                        |
| 197                                       | Lawrence Warbasse (USA)        | 68.                        |
| 198                                       | Maikel Zijlaard (NED)          | 154.                       |
| Sportchef : Matteo Tosatto, Claudio Cozzi |                                |                            |

| UAE Team Emirates XRG UAD               | UAE Team Emirates XRG UAD         | UAE Team Emirates XRG UAD |
| --------------------------------------- | --------------------------------- | ------------------------- |
| #                                       | Cyklist                           | Placering                 |
| 201                                     | Juan Ayuso (ESP)                  | DNF-18                    |
| 202                                     | Igor Arrieta (ESP)                | 36.                       |
| 203                                     | Filippo Baroncini (ITA)           | 78.                       |
| 204                                     | Isaac del Toro (MEX)              | 2.                        |
| 205                                     | Rafał Majka (POL)                 | 13.                       |
| 206                                     | Brandon McNulty (USA) (tempolopp) | 9.                        |
| 207                                     | Jay Vine (AUS)                    | DNF-17                    |
| 208                                     | Adam Yates (GBR)                  | 12.                       |
| Sportchef : Fabio Baldato, Manuele Mori |                                   |                           |

| VF Group-Bardiani CSF-Faizanè VBF                | VF Group-Bardiani CSF-Faizanè VBF | VF Group-Bardiani CSF-Faizanè VBF |
| ------------------------------------------------ | --------------------------------- | --------------------------------- |
| #                                                | Cyklist                           | Placering                         |
| 211                                              | Filippo Fiorelli (ITA)            | 89.                               |
| 212                                              | Luca Covili (ITA)                 | 70.                               |
| 213                                              | Filippo Magli (ITA)               | 116.                              |
| 214                                              | Martin Marcellusi (ITA)           | 75.                               |
| 215                                              | Alessio Martinelli (ITA)          | DNF-16                            |
| 216                                              | Alessandro Pinarello (ITA)        | DNS-6                             |
| 217                                              | Manuele Tarozzi (ITA)             | 91.                               |
| 218                                              | Enrico Zanoncello (ITA)           | 151.                              |
| Sportchef : Roberto Reverberi, Alessandro Donati |                                   |                                   |

| XDS Astana Team XAT                        | XDS Astana Team XAT     | XDS Astana Team XAT |
| ------------------------------------------ | ----------------------- | ------------------- |
| #                                          | Cyklist                 | Placering           |
| 221                                        | Diego Ulissi (ITA)      | 21.                 |
| 222                                        | Nicola Conci (ITA)      | 56.                 |
| 223                                        | Lorenzo Fortunato (ITA) | 24.                 |
| 224                                        | Max Kanter (GER)        | 123.                |
| 225                                        | Anton Kuzmin (KAZ)      | 147.                |
| 226                                        | Fausto Masnada (ITA)    | 41.                 |
| 227                                        | Wout Poels (NED)        | 50.                 |
| 228                                        | Christian Scaroni (ITA) | 40.                 |
| Sportchef : Alexandr Shefer, Mario Manzoni |                         |                     |

Förklaringar
DNF = Fullföljde inte, OTL = Utanför tidsgränsen, DNS = Startade inte, DSQ = Diskvalificerad